# Chelemys delfini
Chelemys delfini là một loài động vật có vú trong họ Cricetidae, bộ Gặm nhấm. Loài này được Cabrera mô tả năm 1905.